# Brian Tracy

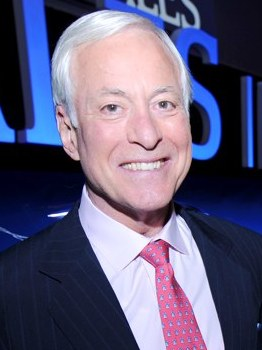
Brian Tracy (2009)

Brian Tracy (* 27. November 1944 in Kanada) ist ein US-amerikanischer Sachbuch-Autor.

## Leben
Brian Tracy schrieb Bücher über Erfolg im Wirtschaftsleben, im Verkauf und in persönlicher Entwicklung. Er hält weltweit Vorträge, Seminare und ist Berater für Selbstentwicklung. Tracy lebt mit seiner Frau und vier Kindern im kalifornischen San Diego. Im Gouverneurswahlkampf seines Heimatstaates kandidierte Tracy im Jahre 2003 als unabhängiger Kandidat und selbstfinanziert für ein politisches Amt. Kurz vor Wahlkampfende stoppte er seine eigene Kampagne und empfahl die Wahl von Arnold Schwarzenegger. Er beherrscht diverse Sprachen fließend, darunter auch Deutsch, Spanisch und Französisch. Sein Tätigkeitsschwerpunkt liegt in den USA und dort in der Vermarktung von Büchern, Seminaren, Audiobüchern und Lernsystemen. Diverse Titel sind auch in deutscher Sprache erhältlich.

## Werke (Auswahl)
- Brian Tracy: Keine Ausreden! Die Kraft der Selbstdisziplin. Gabal, Offenbach 2011, ISBN 978-3-86936-235-9.
- Brian Tracy, Nikolaus Enkelmann: Der Erfolgs-Navigator!. Linde Verlag, Wien 2008, ISBN 978-3-7093-0198-2.
- Brian Tracy, Ron Arden, Frank M. Scheelen: Be charming!. mvg-Verlag, Heidelberg 2007, ISBN 978-3-636-06289-5.
- Brian Tracy: Ziele. Campus-Verlag, Frankfurt/Main; New York 2004, ISBN 3-593-37409-9.
- Brian Tracy: Das Maximum-Prinzip. Campus-Verlag, Frankfurt/Main; New York 2003, ISBN 3-593-37200-2.
- Brian Tracy: Eat that frog. GABAL, Offenbach 2002, ISBN 3-89749-200-8.
- Lothar J. Seiwert, Brian Tracy: Lifetime-Management. GABAL, Offenbach 2002, ISBN 3-89749-181-8.
- Brian Tracy, Frank M. Scheelen: Die ewigen Gesetze des Erfolgs. Verl. Moderne Industrie, Landsberg/Lech 2000, ISBN 3-478-38490-7.
- Brian Tracy: Erfolg ist eine Reise. Gabler, Wiesbaden 2000, ISBN 3-409-11549-8.
- Brian Tracy: Luckfactor. GABAL, Offenbach 2000, ISBN 3-89749-059-5.
- Brian Tracy: High performance leadership. mi, Verl. Moderne Industrie, Landsberg/Lech 1999, ISBN 3-478-36820-0.
- Brian Tracy, Frank M. Scheelen: Personal leadership. mvg, Landsberg; München 1999, ISBN 3-478-72612-3.
- Brian Tracy: Thinking big. GABAL, Offenbach 1998, ISBN 3-930799-73-1.
- Brian Tracy, Frank M. Scheelen: Der neue Verkaufsmanager. Gabler, Wiesbaden 1997, ISBN 3-409-19575-0.
- Brian Tracy: Verkaufsstrategien für Gewinner. Gabler, Wiesbaden 1996, ISBN 3-409-19411-8.
- Brian Tracy: Das Gewinner-Prinzip. Gabler, Wiesbaden 1995, ISBN 3-409-19410-X.